# 与儀眞助
与儀 眞助（よぎ しんすけ、1928年2月13日 - 1979年8月28日）は、アメリカ合衆国・ハワイ準州（Territory of Hawaii）出身のプロ野球選手。
愛称はラリーでラリー与儀とも呼ばれた。

## 来歴・人物
ハワイのワイパフ高等学校からハワイ・レッドソックスに入団。1952年には、ハワイ・レッドソックスの選手として来日している。
1953年に大阪タイガースに入団。入団にあたっては、前年から大阪タイガースでプレーしていた小島勝治の推薦があったとも言われている。この年は主に三塁手として出場し、同年後半には、遊撃手も務める。シーズンでは130試合に出場し、打率2割9分5厘（リーグ8位）・14本塁打・72打点の好成績を挙げ、三塁手のベストナインに選ばれた。翌1954年も122試合に出場するも、打率も4分近く低下、本塁打も4本にまで減少、打点もほぼ半減し、解雇される。
1957年阪神時代の監督であった松木謙治郎が監督に就任した大映ユニオンズに入団して、3年ぶりに日本プロ野球界へ復帰。85試合に出場するも振るわず、大映の毎日との合併に伴って退団した。

## 詳細情報

### 年度別打撃成績
| 年 度     | 球 団     | 試 合 | 打 席 | 打 数 | 得 点 | 安 打 | 二 塁 打 | 三 塁 打 | 本 塁 打 | 塁 打 | 打 点 | 盗 塁 | 盗 塁 死 | 犠 打 | 犠 飛 | 四 球 | 敬 遠 | 死 球 | 三 振 | 併 殺 打 | 打 率 | 出 塁 率 | 長 打 率 | O P S |
| --------- | --------- | ----- | ----- | ----- | ----- | ----- | -------- | -------- | -------- | ----- | ----- | ----- | -------- | ----- | ----- | ----- | ----- | ----- | ----- | -------- | ----- | -------- | -------- | ----- |
| 1953      | 阪神      | 130   | 560   | 492   | 82    | 145   | 18       | 6        | 14       | 217   | 72    | 19    | 8        | 2     | --    | 61    | --    | 4     | 56    | 18       | .295  | .377     | .441     | .818  |
| 1954      | 阪神      | 122   | 446   | 401   | 53    | 103   | 16       | 3        | 4        | 137   | 37    | 16    | 2        | 3     | 4     | 35    | --    | 3     | 30    | 7        | .257  | .321     | .342     | .663  |
| 1957      | 大映      | 85    | 236   | 219   | 13    | 44    | 4        | 0        | 0        | 48    | 12    | 6     | 2        | 1     | 0     | 16    | 0     | 0     | 28    | 6        | .201  | .255     | .219     | .474  |
| 通算：3年 | 通算：3年 | 337   | 1242  | 1112  | 148   | 292   | 38       | 9        | 18       | 402   | 121   | 41    | 12       | 6     | 4     | 112   | 0     | 7     | 114   | 31       | .263  | .334     | .362     | .695  |

- 各年度の太字はリーグ最高

### 表彰
- ベストナイン：1回 （1953年）

### 背番号
- 18 （1953年 - 1954年）
- 31 （1957年）